# Фајано (Салерно)
Фајано (итал. Faiano) је насеље у Италији у округу Салерно, региону Кампанија.
Према процени из 2011. у насељу је живело 4087 становника. Насеље се налази на надморској висини од 148 м.